# جيم هوفمان
جيم هوفمان (بالإنجليزية: Jim Huffman) هو محامي أمريكي، ولد في 25 مارس 1945 في فورت بنتون في الولايات المتحدة.

## وصلات خارجية
- الموقع الرسمي